# Andelva
Die Andelva ist ein Fluss in der norwegischen Kommune Eidsvoll. Sie verläuft vom See Hurdalssjøen bis zur Mündung in die Vorma.

## Verlauf

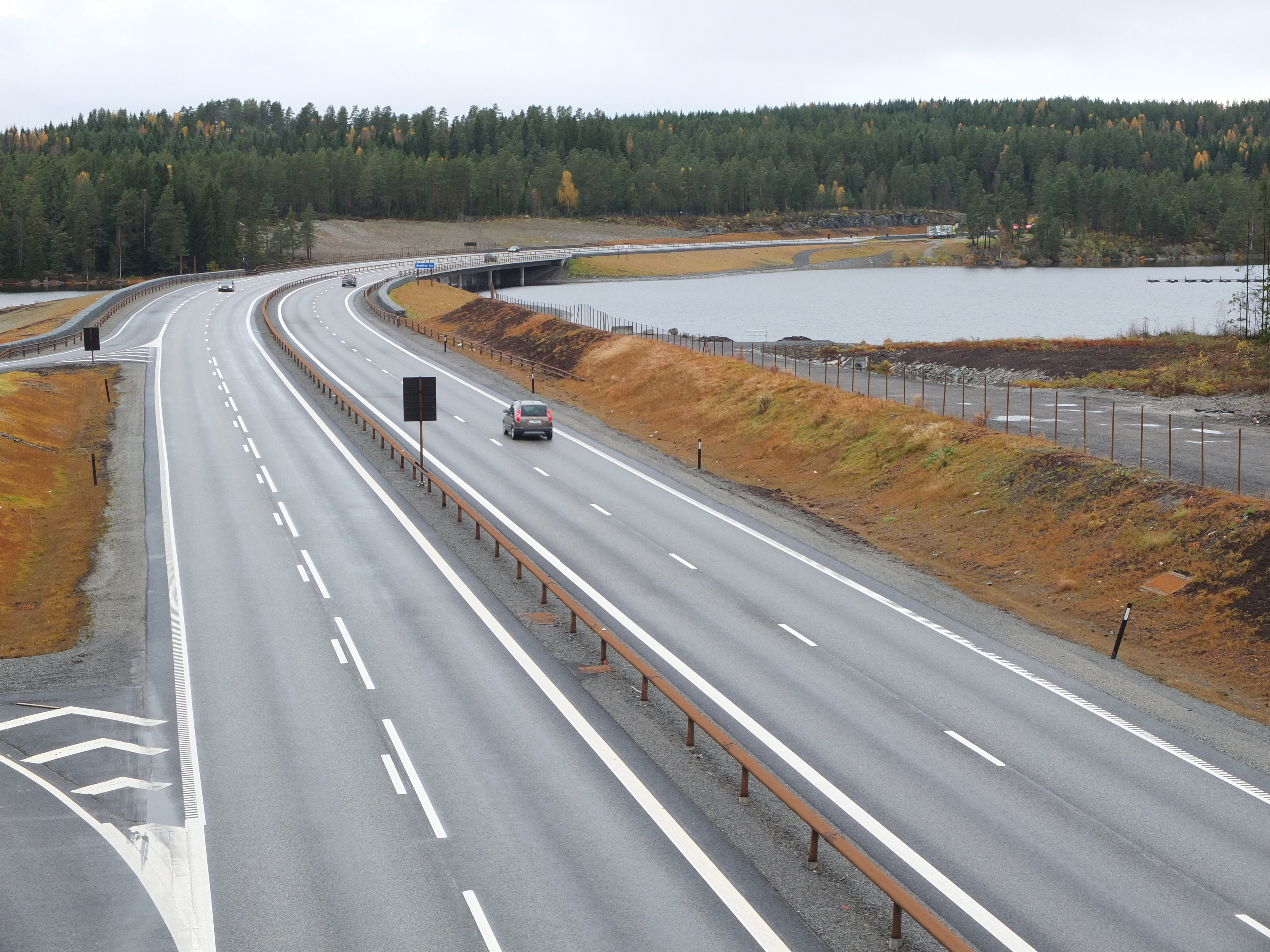
E6-Brücke über die Andelva

Der Fluss fließt im Südosten vom Hurdalssjøen ab. In diesem Bereich überquert die Europastraße 6 (E6) die Andelva. Der Fluss verläuft zunächst Richtung Osten im Norden an der Ortschaft Råholt vorbei und danach weiter Richtung Süden. Nach einiger Zeit dreht die Andelva sich wieder Richtung Nordosten und fließt in dieser Himmelsrichtung bis zur Mündung in die Vorma. Die Mündung liegt etwas südlich der Ortschaft Eidsvoll. Insgesamt ist der Fluss etwa zwölf Kilometer lang.

## Nutzung
Ab Ende des 19. Jahrhunderts wurden an dem Fluss Sägewerke betrieben. An der Andelva liegt heute das Wasserkraftwerk Bøhnsdalen kraftverk, welches einen Höhenunterschied von 18,2 Metern zur Energiegewinnung ausnutzt. Das Kraftwerk wurde 1986 in Betrieb genommen und hatte bis 2010 eine mittlere Jahresproduktion von 11,6 GWh. Die Wassermenge im Fluss wird reguliert. Es gibt noch vier weitere kleinere Wasserkraftwerke (Mago kraftwerk) entlang der Andelva. Die Leistung der vier Kraftwerke beträgt etwa 3 MW.

## Flora und Fauna
Entlang des Flusses findet sich eine reichhaltige Flora und Fauna. Die Vögel in dem Gebiet rund um den Fluss sind seit 1954 geschützt.